# Rävsnäs
Rävsnäs är en tidigare småort i Rådmansö socken i Norrtälje kommun på Rådmansös östra kust. Från 2015 ingår bebyggelsen i tätorten Nabbo, Gräddö och Rävsnäs.

## Historia
Orten är ett gammalt fiskeläge och omnämns som "raefsnes" redan kring mitten av 1200-talet i Kung Valdemars seglingsbeskrivning för den yttre leden. 

## Kommunikationer
Idag utgår Waxholmsbolagets turbåtar till Tjockö, Fejan och Lidö från hamnen. Båtarna ägs och drivs av Refsnäs Sjötransporter AB.

## Samhället
Sjöräddningssällskapet, SSRS, har Räddningsstation Rävsnäs i Rävsnäs. Stationen grundades 1971 på Fejan och fanns en period i Kapellskär innan den förlades till Rävsnäs.

## Ortnamnet
Namnet syftar troligen på rev, undervattensrev.